# Eunidia dolosa
Eunidia dolosa là một loài bọ cánh cứng trong họ Cerambycidae.